# Lastovka čez ocean
Roman Lastovka čez ocean je tretja knjiga v Ingoličevi izseljenski trilogiji z naslovom Domovina v srcu.

## Zgodba
V pristanišču v New Yorku se na Lastovko, poltovorno jugoslovansko ladjo, vkrca 12 potnikov, ki se vračajo iz Amerike v domovino. 
Vesna, novinarka in študentka zemljepisa, je odšla v Kolorado na obisk k stricu Martinu. Ta jo je hotel poročiti s sinom Billyjem; ker tega ni želela, se sedaj po treh mesecih vrača. Na ladji jo ves čas nadleguje radiotelegrafist Miro, pred katerim jo reši slepi potnik, emigrant Gregor, ki je nekdanji belogardist. 
Mrs. Betty Bobbich, nekdaj Breznikova Lizika, je leta 1913 kot petnajstletno dekle odšla služit v daljno deželo. Bila je lastnica bencinske črpalke, saloona in restavracije. Imela je tudi pet otrok. Sedaj pa se po 45 letih vrača v domači Log preverit, kakšne so tam razmere za delo. 
Jakličevi, John, Marta in Karlek potujejo v Beograd, kjer bo imel Jaklič službo. Marta nasprotuje selitvi in se na ladji zaplete s potnikom Petrom Urbasom, za katerega se izkaže, da je nekdanji komandant belogardistov. Ta se spopade z Gregorjem, ker zavrne sodelovanje z njim. Gregor v samoobrambi ustreli Petra s kapitanovim revolverjem. Na koncu John sprejme Marto nazaj.
Tomaž Grum pride v Ameriko leta 1890. Poročil se je s Primorko Leno in imel hčerko Pavlo. Sodeloval je v različnih slovenskih društvih, režiral igre in pel v pevskem zboru. Vrnitve ne dočaka, saj doživi srčni infarkt in umre. 
Jack Rotar, gozdar in izvrsten igralec harmonike, se vrača k svoji hčeri in vnukom, za katere je zvedel šele pred kratkim. 
Fred O'Green in hči Nelly potujeta v Francijo na zdravstveno konferenco, vendar se bosta prej še ustavila v rodnem kraju Nellyjine babice, da ji prineseta škatlo domače zemlje. Nelly se zaljubi v dijaka Milana in on vanjo. 
Jera Starovašnik je odšla v Ameriko obiskat svojega moža in sina, ki ju ni videla že 25 let. Tam se ne počuti domače, zato s pomočjo prijaznega gostilničarja pobegne v Slovenijo. 
Frenk Srebot je šel iz domačega Brinja preko luže za zaslužkom. Kopal je zlato v Central Cityju, nato imel farmo kokoši, gojil južno sadje in nazadnje imel še odpad avtomobilov. Sedaj se vrača k ženi, ki ne ve da prihaja. 
Nekaj ur pred končnim pristankom v Reki se Vesna sprehaja po krovu in razmišlja o Jakličevih, ki se bodo odpeljali v svojem avtomobilu, o Jeri, katere ne bo nihče pričakoval, o Mrs. Betty, ki jo bo dočakala delegacija iz njene vasice, o Rotarju, ki pijan dvomi o tem ali je tisto res njegova hčerka in nazadnje še o Grumu na katerega bodo kaj kmalu vsi pozabili.

## Kritike, literarna zgodovina
»Roman pripoveduje o izseljencih, ki se na ladji Lastovka vračajo iz Amerike v domovino. Vsakdo od teh pušča v Ameriki del svojega sveta, v domovini pa pričakuje drugi del. To okolje oziroma ti ljudje s precej burnimi usodami so pisatelju ponudili priložnost za fabulativno pestrost, to pa je Ingolič tudi s pridom izkoristil in na široko razpredel mrežo njihovih dogodivščin, poleg tega pa je s spretno, po domačih razmerah dišečo kriminalko, ali lahko tudi drugače, po kriminalki dišečo domačo zgodbo, končno osredotočil dogajanje na ožje okolje, na Lastovko samo, ter tako dal romanu smotrno fabulativno ubranost in kompozicijsko jedro.« (Šifrer 1966: 11)
»Roman je sestavljen iz številnih individualnih zgodb, predvsem iz zgodb, pripetljajev, doživetij iz minulosti. Večina jih zraste kot spomine na prehojeno pot, na njene najbolj ozke odseke. Svoje zgodbe o preteklosti odpirajo popotniki med srečanji na ladji, med kosili in večerjami; omizja si pripovedujejo zgodbe svojega burnega življenja, presojajo svoje sreče in nesreče, ubesedujejo v glavnem mučne izkušnje, opisujejo tudi društveno dejavnost, s katero bi podaljševali narodno identiteto. Predvsem pa vedo povedati zgodbe, kako domovine kljub vsemu v sebi ni moč očuvati, še manj si jo je moč objektivno vrniti, zgodbe o opustošenem hrepenenju po obljubljeni deželi. « (Zadravec 1997: 260)
»Res je, da Ingoličevi junaki v kar se da različnih okoliščinah mnogo in slastno ljubijo, rojevajo otroke, jih zapuščajo pa spet kličejo k sebi, vendar se znajo, tisti pravi , zmerom tudi vrniti k izvirni ljubezni, odpuščati in začenjati na novo, sveže, z vso zagnanostjo, upanjem in zmerom spet z naravnost demonstrativno, ljubezensko in politično vero v pravičen tek sveta.« (Inkret 1977: 229-30)